# سیارک ۱۶۲

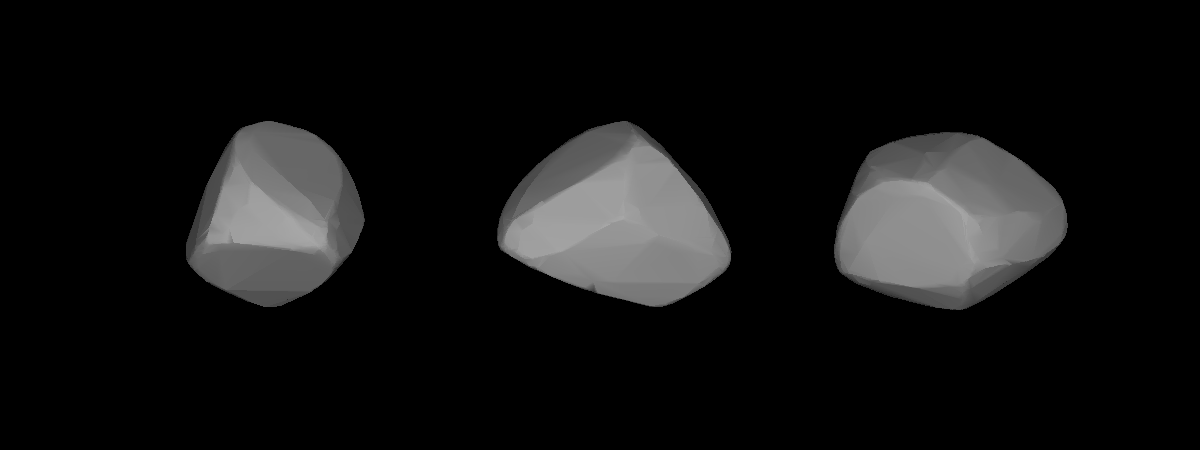
مدل سه‌بُعدی سیارک ۱۶۲ بر طبق منحنی نور آن

سیارک ۱۶۲ (به انگلیسی: 162 Laurentia) صد و شصت و دومین سیارک کشف شده‌است که در ۲۱ آوریل ۱۸۷۶ و در پاریس کشف شد.
قدر مطلق سیارک برابر ۸٫۸۳ است.